# Linus Torvalds

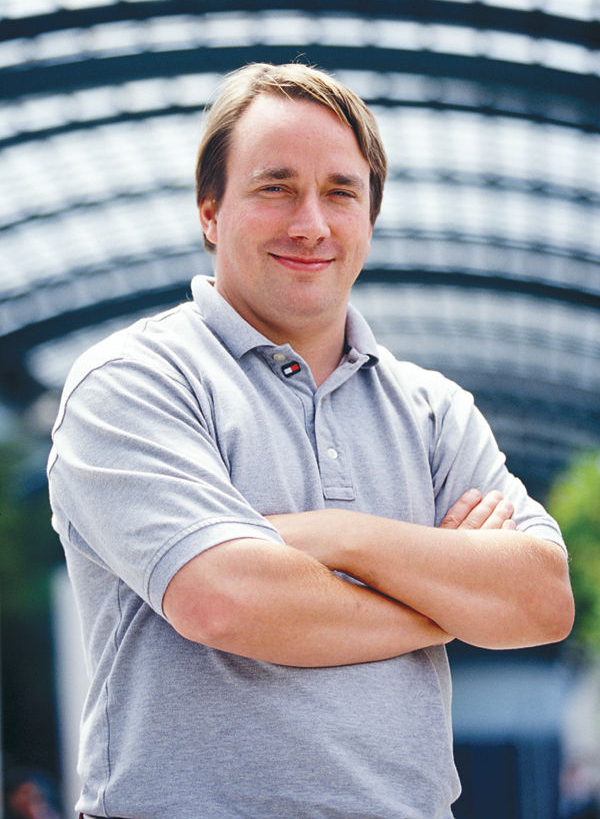
Linus Torvalds nel 2002

Linus Benedict Torvalds (; Helsinki, 28 dicembre 1969) è un informatico e blogger finlandese, conosciuto soprattutto per essere stato l'autore e programmatore della prima versione del kernel Linux nonché il coordinatore del progetto di sviluppo dello stesso, oltre ad aver ideato nel 2005 il software GIT.

## Biografia
Nato a Helsinki da una famiglia appartenente alla minoranza finlandese di lingua svedese, ha studiato all'Università di Helsinki tra il 1988 e il 1996, conseguendo la laurea in informatica con una tesi intitolata Linux: A Portable Operating System.

### Sviluppo del kernel Linux
Linus Torvalds è stato l'iniziatore dello sviluppo del kernel Linux, di cui è pure ispiratore del nome. Il sistema operativo completo GNU/Linux, ottenuto unendo il kernel Linux con il sistema operativo GNU, creato da Richard Matthew Stallman a fine anni 1980, è entrato nella storia dell'informatica come valida alternativa ai sistemi operativi non liberi (come ad esempio Microsoft Windows, MacOS, Unix); a differenza di questi ultimi sistemi, infatti, il kernel Linux è software libero coperto dalla licenza GNU GPLv2.
La popolarità di Torvalds ebbe inizio a seguito di una disputa di carattere tecnico in un newsgroup Usenet con il professor Andrew Tanenbaum, della Vrije Universiteit di Amsterdam. Il professor Andrew Tanenbaum aveva infatti realizzato per scopi didattici MINIX, un sistema operativo simile a Unix, che poteva essere eseguito su di un comune personal computer. Tale sistema operativo veniva distribuito con il codice sorgente, ma la sua licenza di distribuzione vietava di apportare modifiche al codice senza l'autorizzazione dell'autore.
Altre divergenze tra Andrew Tanenbaum e Torvalds portarono quest'ultimo a riflettere sulla possibilità di creare una sorta di Unix per PC, ispirato a Minix, ma con una licenza d'uso che consentisse a chiunque la libera modifica del codice. Fu questa scelta a dare il via al progetto che, data la licenza di software libero adottata, nel giro di pochi anni ha coalizzato centinaia di programmatori che, per lavoro o per hobby, sono impegnati ad aggiornare il codice del kernel Linux.
Ciò è parte del messaggio contenuto nel post Usenet che Linus Benedict Torvalds inviò ai suoi colleghi del progetto MINIX il 25 agosto 1991:
I'm doing a (free) operating system (just a hobby, won't be big and professional like gnu) for 386(486) AT clones. This has been brewing since april, and is starting to get ready. I'd like any feedback on things people like/dislike in minix, as my OS resembles it somewhat (same physical layout of the file-system (due to practical reasons) among other things).
I've currently ported bash(1.08) and gcc(1.40), and things seem to work. This implies that I'll get something practical within a few months, and I'd like to know what features most people would want. Any suggestions are welcome, but I won't promise I'll implement them :-)
Linus (torvalds@kruuna.helsinki.fi)
PS. Yes - it's free of any minix code, and it has a multi-threaded fs. It is NOT portable (uses 386 task switching etc), and it probably never will support anything other than AT-harddisks, as that's all I have :-(.»
Sto facendo un sistema operativo (libero), (solo un passatempo, non sarà né grosso né professionale come gnu) per cloni AT 386(486). Sta bollendo in pentola da aprile, e inizia ad essere pronto. Gradirei qualsiasi riscontro su cose che la gente apprezza/disprezza in minix, siccome il mio SO ci assomiglia in qualche modo (stessa disposizione fisica del file-system (per ragioni pratiche) tra le altre cose).
Ho attualmente portato bash(1.08) e gcc(1.40), e le cose sembrano funzionare. Questo implica che avrò qualcosa di pratico entro pochi mesi, e mi piacerebbe sapere quali caratteristiche vorrebbero la maggior parte delle persone. Qualsiasi suggerimento è gradito, ma non prometto che lo implementerò :-)
Linus (torvalds@kruuna.helsinki.fi)
PS. Sì - è libero da ogni codice minix, e ha un fs multi-thread. NON è portabile (usa il cambio di task del 386 ecc.), e probabilmente non supporterà mai nient'altro che dischi rigidi AT, dato che ho solo quelli :-(.»
(Linus Torvalds)
Attualmente Torvalds vive in California, a Santa Clara, con la moglie Tove. Ha lavorato fino alla primavera 2003 per la Transmeta occupandosi poi, a tempo pieno, del coordinamento del gruppo di programmatori che sviluppa il kernel Linux per conto dell'OSDL (Open Source Development Lab), un progetto di ricerca finanziato da industrie che hanno fondato parte del proprio business su GNU/Linux, come Computer Associates, Fujitsu, Hitachi, Hewlett-Packard, IBM, Intel, NEC.
Nel 2006 è stato incluso nella selezione "60 years of heroes" dall'edizione europea della rivista TIME.
Sebbene Torvalds cerchi di mantenere un basso profilo, si trova spesso coinvolto nelle dispute fra le differenti correnti di pensiero e le diverse ideologie in competizione riguardo agli scenari futuri del software. Nonostante la sua popolarità provenga in buona parte dal mondo dell'open-source, egli ha assunto posizioni aperte sia nei confronti di licenze di altro genere, sia di tecnologie osteggiate dai sostenitori del software libero. Per esempio, nell'ordine, durante la scelta dello strumento di gestione dei codici sorgenti di Linux, Torvalds sostenne inizialmente l'utilizzo di BitKeeper, mentre in altre occasioni ha espresso l'opinione che il kernel possa includere tecnologie a supporto delle tecnologie di gestione dei diritti digitali, adducendo motivazioni di carattere soprattutto pratico.
Durante un intervento a TED Conference, ha dichiarato: "Non ho lanciato Linux come un progetto collaborativo. L'ho fatto solo per me stesso (…) L'ho reso pubblico, ma non avevo alcuna intenzione di usare la metodologia open source. Volevo solo avere commenti sul mio lavoro". Nello stesso intervento a TED Conference, Torvalds ha poi aggiunto come la successiva scelta di rilasciare il kernel Linux con una licenza di software Libero e Open Source (la GPL) sia stata giusta e che se non l'avesse fatto Linux non sarebbe mai diventato ciò che è oggi.
La neutralità con cui si pone nelle dispute tra programmatori gli è valso il soprannome di: "dittatore dello stato libero di Bananas". Torvalds ritiene infatti che solo il tempo e gli utilizzatori del software possano dichiarare un codice migliore di un altro.
Il 16 settembre 2018 Torvalds ha dichiarato in un messaggio inviato alla mailing list degli sviluppatori del kernel Linux di sentire il bisogno di prendersi una pausa, per via della poca empatia mostrata più volte nei confronti della community. Si è scusato e ha affermato di voler tornare allo sviluppo dopo aver migliorato il proprio comportamento. Dopo una pausa lunga poco più di un mese, a fine ottobre 2018 Linus Torvalds è tornato alla guida del kernel Linux.

### Altre attività
A partire dal 2005, Torvalds è anche autore di GIT, software di controllo versione distribuito del codice. Anche questo progetto è stato iniziato per ragioni pratiche, essendo insoddisfatto di altri progetti analoghi (ad esempio, CVS) e più soddisfatto di altri (come il citato BitKeeper) che però non erano software libero. 
In seguito allo sviluppo del suo interesse per le immersioni subacquee, dal 2011 ha ideato e in parte guidato lo sviluppo del software Subsurface, un software per registrare tutti i dati puntuali di ogni immersione anch'esso open-source e disponibile per molte piattaforme.

## Vita privata

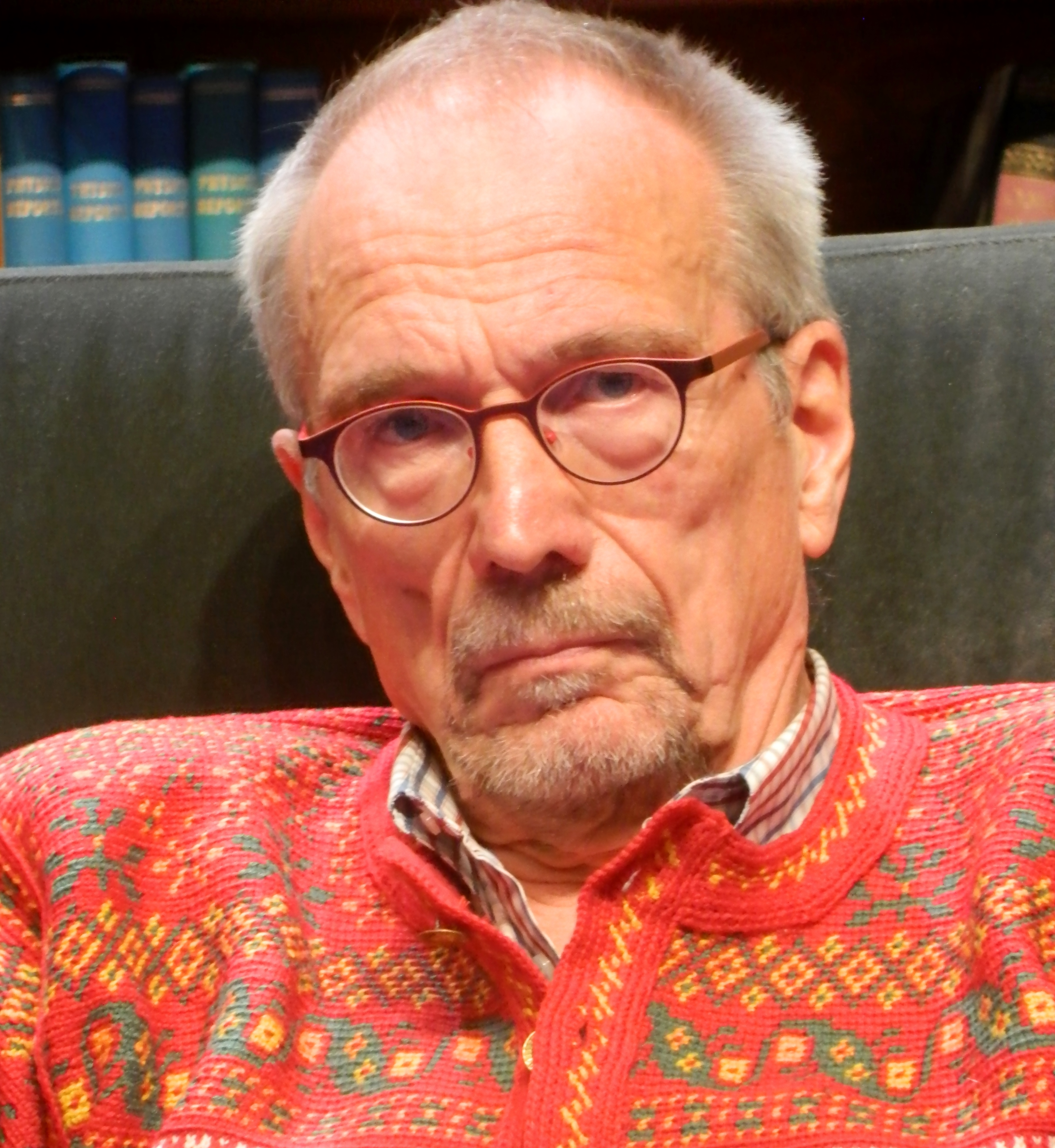
Il padre Nils Torvalds, intervenuto alcune volte su certe questioni riguardanti il kernel Linux ideato da suo figlio

Torvalds è sposato con Tove Torvalds, campionessa di karate.
Egli è figlio di Nils Torvalds, giornalista e membro del parlamento europeo dal 2012 al 2024 per il gruppo ALDE (subentrando in un primo momento dopo le dimissioni di un altro deputato finlandese e poi venendo rieletto nelle volte successive), a sua volta figlio di Ole Torvalds, poeta e giornalista finlandese del Novecento.